# Herman de Coninck

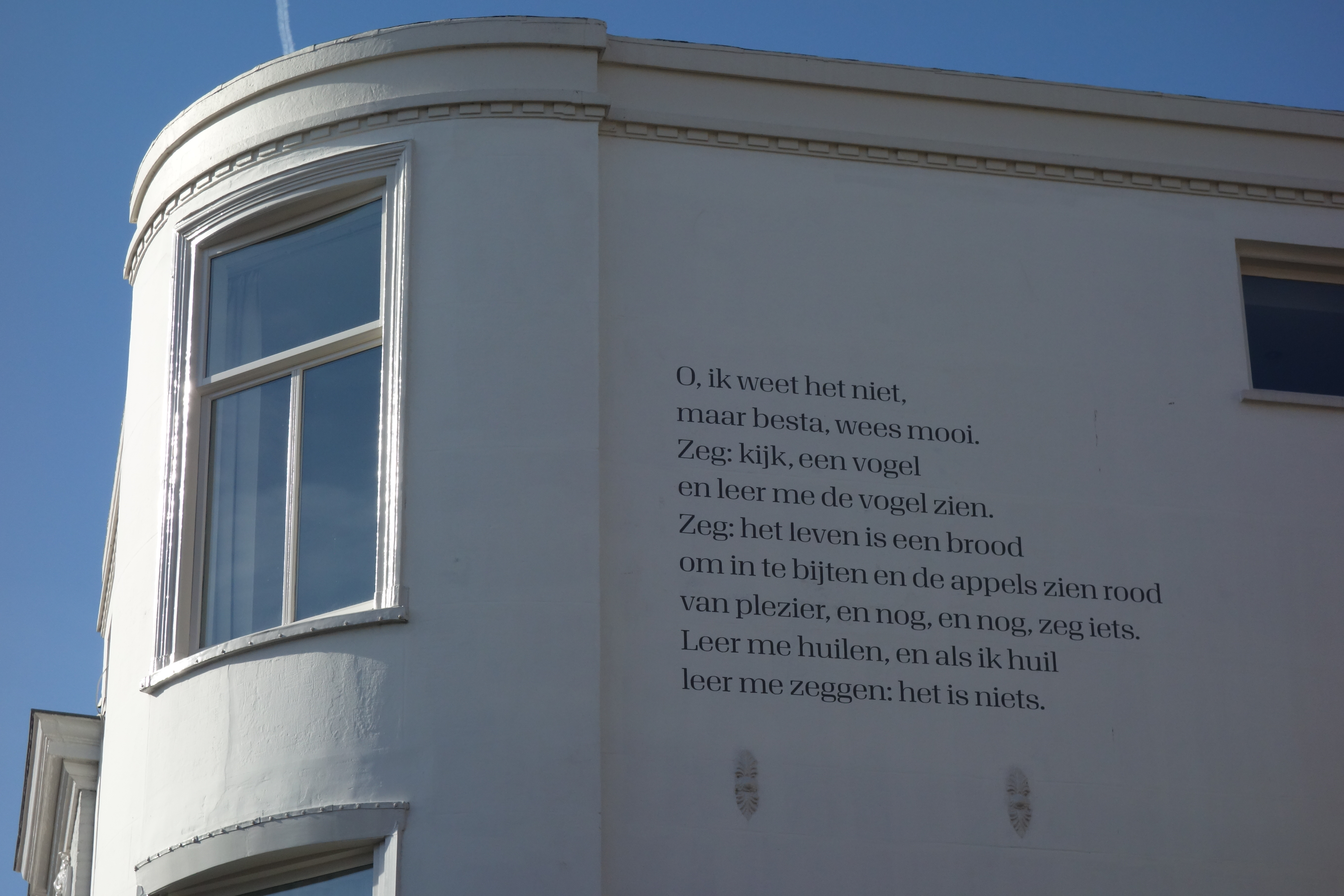
Falikép: „Ó, nem tudom” című verse Hágában

Herman de Coninck (Mechelen, 1944. február 21. – Lisszabon, 1997. május 22.) flamand író, publicista, esszéíró és kiadó.

## Életrajza
Mechelenben született, Belgiumban. Szülei könyvkereskedést vezettek. De Coninck a Sint-Rombouts College hallgatója volt, Mechelenben. Közreműködött az iskolai újságban is. Elhivatottságot érzett az írás iránt, és német nyelvtudomány szakon tanul a Katholieke Universiteit Leuven-ben. Leuveni időszakában az Universitasban, az egyetemi lapban publikált. 1966-ban tanulmányai végeztével Berchemben kezdett tanítani.
1970-ben otthagyta az oktatást, hogy a HUMO heti magazin szerkesztője legyen. 1983-ig töltötte be ezt a posztot. Belefáradva az interjúkba a Nieuw Wewldtijdschrift főszerkesztője lett. Vezetése alatt az NWT irodalmat és újságírást vegyesen jelentetett meg. De Coninck inkább volt író mint üzletember, és a magazin nem jelentett túl nagy üzleti sikert.
Költőként a tömegeknek szánta verseit. Első kötete, a De Lenige Liefde 1969-ben jelent meg, és a 20. század legsikeresebb flamand verseskötete lett, irodalmi díjakat hozott.
Első felesége, An Somers, 1971-ben autóbalesetben elhunyt. Nehéz idők következtek az íróra ezt követően. Feleségének elvesztése mélyen hatott második kötetének verseire –  Zoland er sneeuw ligt, és a rákövetkező, Verjaardagsvers. Mindkettő első kötetéhez hasonlóan sikeres volt, és számos díjat nyert. De Coninck későbbi versei, a Met een klank van hobo 1980-ban, és De hectaren van het geheugen 1985-ben már romantikusabb hangvételű.
Termékeny levélíró volt. Megtartotta összes levelét és elküldött leveleinek másolatát. Halálával mintegy 15 000 levelet hagyott hátra. Ezek gyűjteményét 2004-ben posztumusz publikálták Hugo Brems gyűjtésében és szerkesztésében.
Herman de Coninck egy lisszaboni konferencián vett részt, mikor szívinfarktusban elhunyt.

## Magyar nyelven
- Kétféle nevetős fényképem van csak rólad… című verse olvasható a Kortárs holland és flamand költők  kötetben.[1]